# Aulacodes nissenalis
Aulacodes nissenalis là một loài bướm đêm trong họ Crambidae.